# Lajos Portisch
Lajos Portisch (Zalaegerszeg, 4 de abril de 1937) es un Gran Maestro de ajedrez húngaro, cuyo estilo posicional le concedió el apodo del "Botvínnik húngaro". Uno de los jugadores no-soviéticos más fuertes desde principios de los años 1960 hasta finales de los años 1980, participó en doce fuertes interzonales y se clasificó para el ciclo de candidatos del campeonato del mundo de ajedrez en un total de ocho ocasiones (1965, 1968, 1974, 1977, 1980, 1983, 1985 y 1988). Portisch estableció varios récords de todos los tiempos en Olimpíadas de ajedrez. En el Campeonato de Hungría de ajedrez, ganó el título (en solitario o compartido) ocho veces (1958, 1959, 1961, 1964, 1965, 1971, 1975 y 1981). Portisch ganó muchos torneos internacionales durante su carrera. En 2004, Portisch fue premiado con el «Nemzet Sportoloja», el mayor premio a los logros deportivos de Hungría. Portisch sigue compitiendo ocasionalmente a la edad de 70 años. Entre sus muchas aficiones se encuentra la de cantar arias operísticas, tiene una fina voz de barítono.

## Primeros años
Portisch representó a Hungría en el Campeonato mundial juvenil de ajedrez de Amberes en 1955. Su puntuación fue de 4.5/7 en la ronda preliminar, clasificándose para la final, donde puntuó 5.5/9, terminando 4º, el vencedor fue Borís Spaski. Portisch empató por el 1º-3º puesto en un torneo magistral en Budapest en 1956, junto a Joszef Szily y Béla Sander, por delante de Pal Benko, los tres vencedores puntuaron 7/11. En un segundo evento magistral en Budapest (1956), Portisch hizo 7.5/11. Terminó en el pelotón en Debrecen (1956) con 5.5/11. 
Portisch satisfactoriamente representó a Hungría en varios encuentros por equipos en 1956 y 1957, contra Polonia, Estonia, la URSS, Bielorrusia y Yugoslavia. Participó en su primera Olimpiada de ajedrez para Hungría en 1956, que finalmente representaría a Hungría la cifra récord de 20 Olimpiadas. Sobresalió en su primera participación internacional, ganando en Balatonfured en 1958 con 9/11, por delante de los fuertes Grandes maestros László Szabó y Aleksandr Tolush. Consiguió el título de Maestro Internacional en 1958. Terminó segundo en Hastings en 1958-1959 con 7/9 por detrás de Wolfgang Uhlmann.

## Ocho veces Campeón de Hungría
Portisch hizo su primera aparición de máximo nivel nacional en 1955 con dieciocho años de edad, en el Campeonato de Hungría de ajedrez. Finalmente, ganaría o compartiría el título nacional en ocho ocasiones. Sus resultados en este campeonato son:
- 1955: 9.5/19, compartió las plazas 10-11, el campeón fue Gedeon Barcza.
- 1957: 7.5/13, compartió las plazas 5-6, el campeón fue Gedeon Barcza.
- 1958: compartió las plazas 1-3 con Gedeon Barcza y László Szabó, ganó el playoff para convertirse en campeón.
- 1959: compartió las plazas 1-3 con Gedeon Barcza y László Szabó, 3º después del playoff, campeón László Szabó.
- 1961: compartió las plazas 1-2 con László Szabó, ganó el playoff  para convertirse en campeón.
- 1963: 13/19, 4ª plaza, campeón István Bilek.
- 1964: 14.5/19, campeón.
- 1965: 15.5/21, campeón.
- 1968: 14.5/21, 2ª plaza, campeón Győző Forintos.
- 1971: 11/16, campeón.
- 1975: 12.5/17, campeón.
- 1981: 5.5/9, compartió la 1ª-2ª plaza con István Farago.
- 1984: 6/10, compartió la 2ª-4ª plaza, campeón András Adorján.
- 1991: 4.5/9, sexta plaza, campeón Judit Polgár.
- 2003: 5.5/9, compartió la 2ª-3ª plaza, campeón Zoltán Almási.

## Candidato al Título Mundial
Portisch entró en el Ciclo de candidatos de la FIDE por primera vez en el zonal de Madrid de 1960, donde empató por la 2ª-3ª, haciendo 13.5/21, junto a Arturo Pomar, el vencedor fue Svetozar Gligorić y los tres avanzaron. Portisch fue promocionado al grado de Gran Maestro en 1961. Su hermano menor Ferenc Portisch (nacido en 1939) es Maestro Internacional. 
La primera aparición de Portisch en un torneo interzonal fue en Estocolmo (1962, donde empató por las plazas 9-10 y no avanzó, el vencedor fue Bobby Fischer. Portisch ganó el zonal de Halle (1963) con 14/19 y avanzó al siguiente torneo interzonal. Portisch se clasificó desde el torneo interzonal Ámsterdam de 1964, con 14.5/23, en un empate por la 8ª-9ª plaza (los vencedores fueron Mijaíl Tal, Borís Spaski, Vasili Smyslov y Bent Larsen). Portisch derrotó a Samuel Reshevsky en un match de desempate para avanzar a la serie de Candidatos por primera vez. Pero perdió en el primer encuentro contra Mijaíl Tal en Bled (1965), por 2.5-5.5. 
Portisch ganó el zonal de Halle de 1967 Zonal con 15.5/19, avanzando. Se clasificó en el Interzonal de Sousse de 1967, con 14/22 empatando por la 3ª-5ª plaza, el vencedor fue Bent Larsen. Pero perdió en la primera ronda de los match de Candidatos ante Larsen en Porec (1968), por 4.5-5.5. En 1969 se clasificó en el Zonal de Raach, después de empatar por la 2ª-5ª plaza, realizando 13.5/21, ganando el desempate a cuatro tableros para dos plazas en Praga (1970) con 4/6, contra Borislav Ivkov, Jan Smejkal y Ulf Andersson. Pasó de ronda, pero perdió por poco la clasificación para el ciclo de candidatos en el Interzonal de Palma de Mallorca (1970), empatando con Vasili Smyslov por la 7ª-8ª plaza con 13.5/23, el vencedor fue Bobby Fischer. Portisch y Smyslov jugaron un encuentro de desempate que empataron (3-3) en Portoroz (1971) por una plaza de reserva, que de hecho no se materializó. 
Portisch se clasificó en el Interzonal de Petrópolis de 1973, puntuando 11.5/17 compartiendo la 2ª-4ª plaza (el vencedor fue Henrique Mecking), sobreviviendo a un playoff a tres tableros para dos plazas contra Lev Polugayevski y Yefim Géler, en Portoroz (1973), ganando el playoff con 5.5/8. Pero Portisch perdió su primera ronda de Candidatos frente a Tigran Petrosian en 1974, por 6-7 en Palma de Mallorca. En el Interzonal de 1976 en Biel-Bienne, empató por la 2ª-4ª plaza con 12/19, junto a Petrosian y Mijaíl Tal, el vencedor fue Bent Larsen. Entonces, en un playoff , disputado en Varese en 1976, Portisch puntuó 4/8, ocupando la 2ª posición, avanzando de ronda. En los matches de Candidatos, pasó a semifinales por primera vez derrotando a Larsen 6.5-3.5 en Róterdam (1977), pero entonces perdió contra Borís Spaski por 6.5-8.5 en Génova (1977). 
En 1979 avanzó desde el Interzonal de Río de Janeiro, compartiendo la 1ª-3ª plaza, con 11.5/17, junto con Tigran Petrosian y Robert Hübner. Portisch se vengó de Borís Spaski en 1980, cuando empató su match de cuartos de final 7-7 en México y avanzó a las semifinales ya que tenía más victorias con las piezas negras. Entonces, perdió ante Robert Hübner por 4.5-6.5 en Abano Therme (1980). En 1982 se clasificó en el Interzonal de Toluca, empatando por la 1ª-2º plaza con 8.5/13 junto con Eugenio Torre, perdió su match de primera ronda contra Víktor Korchnói por 3-6 en Bad Kissingen (1983). En 1985 se clasificó en el Interzonal de Túnez, puntuando 10/16, hizo 7/15 en el torneo de candidatos de Montpellier y fue eliminado. 
En el Interzonal de Szirak de 1987, Portisch hizo 12/17 empatando por la 3ª-4ª plaza, junto a John Nunn, derrotó a Nunn en el desempate por 4-2 en Budapest avanzando a la fase de Candidatos. Ganó su encuentro de primera ronda en 1988 por 3.5-2.5 sobre Rafael Vaganian. Pero entonces perdió ante Jan Timman por 2.5-3.5 en Amberes en 1989. En el Interzonal de 1990 en Manila, puntuó solo 5.5/13, lejos de la clasificación. Pero Portisch jugó bien en el Interzonal de Biel/Bienne de 1993, puntuando 7.5/13 y estando por encima de su actuación esperada significantemente, pero no avanzó de ronda.

## Éxitos en torneos
Portisch fue muy activo en la escena internacional desde finales de los años 1950 hasta principios de los años 1990 y estuvo en la élite durante más de 30 años, ganando muchos títulos. Frecuentemente, terminaba por delante de los mejores Grandes Maestros soviéticos en eventos importantes, estaba cerca de la parte alta de la tabla y solo en muy raras ocasiones terminaba con marcadores menores, demostrando su gran consistencia. Portisch ganó al menos un gran torneo internacional por durante casi dos décadas.
Su primer evento de élite round-robin fue en Moscú en 1959, donde era el participante más joven y puntuó 6/11 compartiendo la 4.ª-6.ª plaza, los vencedores fueron Borís Spaski, Vasili Smyslov y David Bronstein. En Balatonfured (1959), compartió la 3.ª-5.ª posición con 7.5/13, el vencedor fue Ratmir Jolmov. Portisch aumentó su actividad en 1961. En Budapest (1961), hizo 9/15 compartiendo la 4.ª-7.ª plaza, el vencedor fue Víktor Korchnói. En 1961 en Moscú, hizo 6/11 compartiendo la 5ª-7ª plaza, los vencedores fueron Vasili Smyslov y Yevgeni Vasiukov. Le siguieron dos resultados decepcionantes, pero fue ganando experiencia en torneos de élite de la que se beneficiaría años después. En Torremolinos (1961), tuvo un resultado negativo con 5/11 terminando 8º, los vencedores fueron Svetozar Gligorić y Arturo Pomar. Después, en Bled-Bienne en 1961, con 6 de los 11 mejores jugadores del mundo, Portisch hizo 8/19 compartiendo la 15ª-16ª plaza, Mijaíl Tal ganó.
A partir de 1962, Portisch se convirtió en un consistente vencedor de torneos a nivel internacional. Compartió el título en Sarajevo (1962) con Svetozar Gligorić haciendo 8/11. Compartió la 2ª-3ª posición en 1965 en Kecskemét haciendo 10.5/15 por detrás de Ratmir Jolmov. Portisch ganó el IBM de Ámsterdam en 1963 con 6/9 por delante de Jan Hein Donner. Ganó el torneo de Sarajevo en 1963 con 7/11, por delante de Gligorić, Vladímir Simagin, Wolfgang Uhlmann y Borislav Ivkov. En La Habana (1964), puntuó 14/21 por la 5ª plaza junto a Wolfgang Uhlmann y ganó Vasili Smyslov. En Beverwijk (1964), fue 3º con 11/15 por detrás de Paul Keres e Iivo Nei. Compartió la 2ª-3ª posición en Málaga (1964) con 7.5/11 por detrás de Arturo Pomar. Compartió el título en Beverwijk (1965) con 10.5/15 junto a Yefim Géler. En Ereván (1965), fue 5º con 7/13, ganó Víktor Korchnói. Con 6 de los mejores 25 jugadores del mundo en Zagreb (1965), Portisch pontuó 12/19 compartiendo la 3ª-4ª plaza junto a Borislav Ivkov, ganó Wolfgang Uhlmann. Fue 3º en Mar del Plata (1966) con 9.5/15, ganó Vasili Smyslov. Portisch compartió el título en Kecskemét (1966) con 6.5/9, junto a Vlastimil Hort. En Santa Mónica (1966), con 7 de los mejores 16 jugadores del mundo, compartió la 4ª-5ª plaza con 9.5/18, ganó Borís Spaski, por delante de Bobby Fischer. Portisch fue 3º en Palma de Mallorca (1966) con 10/15, ganó Mijaíl Tal.
Portisch ganó el torneo IBM de Ámsterdam de 1967 con 8/11 por delante de Aleksandr Kótov. En Moscú (1967), con 12 de los mejores 33 jugadores del mundo, compartió la 6ª-8ª plaza con 9.5/17, derrotando al Campeón del Mundo Tigran Petrosian, Leonid Stein ganó el torneo. Portisch se clasificó 4º en Palma de Mallorca (1967), donde jugaron 7 de los 30 mejores, con 11.5/17, ganó Bent Larsen. En Wijk aan Zee (1968), compartió la 2ª-4ª plaza con 9/15, ganó Víktor Korchnói. Portisch compartió la 6ª-8.ª posición en Montecarlo (1968), con 5 de los 16 mejores del mundo, ganó Bent Larsen. Uno de los resultados más destacados de la carrera de Portisch fue su clara primera posición en Skopje/Ohrid (1968), por delante de Yefim Géler, Lev Polugayevski y Vlastimil Hort, con 14/19.
El año 1969 fue el más exitoso de su carrera. Ganó el torneo IBM de Ámsterdam de 1969 con 1.5 puntos de ventaja sobre el segundo, con 11.5/15. En Wijk aan Zee (1969), compartió la 3ª-4ª plaza con 10/15, por detrás de los vencedores Mijaíl Botvínnik y Yefim Géler. Portisch compaetió el título en Montecarlo (1969) con Vasili Smyslov con 8/11. Después ganó claramente en Hastings (1969-1970) con 7/9, por delante de Wolfgang Uhlmann, Vasili Smyslov y Svetozar Gligorić. En Budapest (1970), compartió la 5ª-6ª plaza con 8/15, ganó Paul Keres. Portisch jugó en el tercer tablero en Belgrado en 1970 en el match Rusia contra el resto del mundo, derrotando a Víktor Korchnói por 2.5-1.5. Portisch ganó en Hastings 1970-1971 con 6/9, por delante de Vlastimil Hort, Svetozar Gligorić y Wolfgang Uhlmann. En el torneo IBM de Ámsterdam de 1971, compartió la 2ª-4ª plaza con 9/15 por detrás de Vasili Smyslov. 
En 1972, Portisch fue un gran contrincante en cualquier torneo que disputó. Ganó en Wijk aan Zee (1972), con 6 de los 25 mejores jugadores del mundo, con 10.5/15, por delante de Arturo Pomar, Walter Browne, Vlastimil Hort y Vasili Smyslov. Portisch ganó en Las Palmas (1972) con 12/15, por delante de Bent Larsen, Vasili Smyslov y David Bronstein. En Teesside (1972), terminó 3º con 9.5/15, ganó Bent Larsen. Portisch compartió la 1ª-3ª plaza en San Antonio (1972) con 10.5/15, junto a Anatoli Kárpov y Tigran Petrosian. Portisch compartió la 3ª-4ª plaza en Palma de Mallorca (1972) con 10/15, ganando Oscar Panno y Ljubomir Ljubojević. Ganó en Liubliana/Portoroz (1973) con 12.5/17. En Madrid (1973), Portisch compartió la 6ª-7ª plaza con 9/15, ganó Anatoli Kárpov y ganó en Wijk aan Zee (1975) (por delante de Robert Hübner y Yefim Géler). Empató con Borislav Ivkov por la 1ª-2ª plaza en el Memorial Tigran Petrosian en Moscú en 1999.

## Leyenda del ajedrez por equipos
Portisch representó a Hungría cuatro veces en Olimpiadas Estudiantiles, progresivamente mejorando sus resultados, ganando tres medallas. Sus resultados totales son: (+19 =11 -8). De olimpbase.org, sus resultados detallados son:
- Upsala (1956): tablero 2, 3/6 (+2 =2 -2), plata por equipos.
- Reikiavík (1957): tablero 2, 6/11 (+5 =2 -4), Hungría 4ª.
- Varna (1958): tablero 1, 5/9 (+3 =4 -2), Hungría 5ª.
- Budapest (1959): tablero 1, 10.5/12 (+9 =3 -0), oro por tableros, bronce por equipos.

También lideró el equipo de ajedrez húngaro hacia la medalla de oro en la 23ª Olimpiada de ajedrez en Buenos Aires con un resultado personal de 10/14. Esta fue la única Olimpiada no ganada por la Unión Soviética entre 1952 y 1990. De acuerdo con olimpbase.org, participó en un número récord de 20 Olimpiadas desde 1956 hasta 2000, jugando un récord de 260 partidas, durante un récord de seis décadas y ganó 11 medallas. Su puntuación total en Olimpiadas es: (+121 =113 -26), un 68.3%. Sus datos detallados son:
- Moscú (1956): 2º reserva, 6/8 (+4 =4 -0), bronce por equipos.
- Múnich (1958): tablero 3, 10.5/15 (+7 =7 -1).
- Leipzig (1960): tablero 2, 11/17 (+7 =8 -2).
- Varna (1962): tablero 1, 9.5/16 (+6 =7 -3).
- Tel Aviv (1964): tablero 1, 12/16 (+9 =6 -1), bronce por tableros.
- La Habana (1966): tablero 1, 11.5/16 (+8 =7 -1), bronce por equipos.
- Lugano (1968): tablero 1, 11/15 (+8 =6 -1).
- Siegen (1970): tablero 1, 11/16 (+7 =8 -1), plata por equipos.
- Skopie (1972): tablero 1, 12/17 (+8 =8 -1), plata por equipos.
- Niza (1974): tablero 1, 10/16 (+6 =8 -2).
- Buenos Aires (1978): tablero 1, 10/14 (+8 =4 -2), oro por equipos.
- La Valeta (1980): tablero 1, 9.5/13 (+6 =7 -0), plata por equipos.
- Lucerna (1982): tablero 1, 7.5/12 (+6 =3 -3).
- Tesalónica (1984): tablero 1, 7.5/12 (+5 =5 -2).
- Dubái (1986): tablero 1, 6/10 (+4 =4 -2).
- Tesalónica (1988): tablero 1, 8.5/11 (+6 =5 -0), plata por equipos, bronce individual.
- Manila (1992): tablero 2, 4.5/9 (+3 =3 -3).
- Moscú (1994): tablero 2, 7/9 (+5 =4 -0), plata por tableros, bronce individual.
- Ereván (1996): tablero 2, 5.5/9 (+4 =3 -2).
- Estambul (2000): tablero 4, 6/9 (+4 =4 -1).

Portisch también ha representado a Hungría en ocho Campeonato de Europa por equipos de ajedrez, ganando un total de nueve medallas. Ha puntuado (+16 =39 -4). Sus datos detallados de olimpbase.org son:
- Oberhausen (1961): tablero 2, 6.5/10 (+4 =5 -1), oro por tableros, plata por equipos.
- Hamburgo (1965): tablero 1, 5/9 (+1 =8 -0), bronce por equipos.
- Kapfenberg (1970): tablero 1, 4/7 (+1 =6 -0), plata por equipos.
- Bath (1973): tablero 1, 3.5/5 (+2 =3 -0), bronce por equipos.
- Moscú (1977): tablero 1, 4.5/7 (+3 =3 -1), plata por equipos.
- Skara (1980): tablero 1, 3.5/6 (+1 =5 -0), plata por equipos.
- Plovdiv (1983): tablero 1, 4.5/7 (+3 =3 -1), oro por tableros, bronce por equipos.
- Debrecen (1992): tablero 1, 4/8 (+1 =6 -1).

Portisch jugó de primer tablero en el Campeonato del Mundo por Equipos, en Lucerna (1985). Puntuó 5.5/9 (+2 =7 -0) y Hungría ganó la medalla de plata por equipos.

## Partidas notables
- Lajos Portisch vs László Szabó, Budapest (1958), Defensa Grünfeld, Variante del Cambio (D85), 1-0. El experimentado László Szabó, 20 años mayor, intenta la inusual retirada del caballo a b6, tal vez esperando confundir al joven Portisch, pero le sale el tiro por la culata.
- Lajos Portisch vs Svetozar Gligorić, Zonal de Madrid (1960), Defensa india de rey, Variante Ortodoxa (E99), 1-0. En una línea analizada extensivamente, una de las favoritas del veterano Gligorić, Portisch prueba que tiene el conocimiento que prevalece.
- Lajos Portisch vs Leonid Stein, Interzonal de Ámsterdam (1964), Defensa Benoni (A56), 1-0. La que terminaría siendo una partida vital para la clasificación, Portisch destroza al campeón Soviético.
- Lajos Portisch vs Tigran Petrosian, Moscú (1967), Defensa eslava, Variante del Cambio (D10), 1-0. Aunque no es considerado un táctico, Portisch prueba aquí en una apertura tranquila que incluso ante un Campeón del Mundo puede probar sus habilidades atacantes.
- Bent Larsen vs Lajos Portisch Match de Candidatos de Porec (1968), partida 4, Gambito de dama, Variante Ortodoxa (D61), 0-1. Portisch asumió la frecuentemente ingrata tarea de defenderse, pero maquinó una victoria duramente luchada.
- Lajos Portisch vs David Bronstein, Montecarlo (1969), Gambito de dama, Defensa simétrica (D06), 1-0. El inventivo Bronstein sobrepasa los límites demasiado en esta partida y paga su precio.
- Vasili Smyslov vs Lajos Portisch, Match de Reserva de Candidatos en Portoroz (1971), partida 4, Defensa Siciliana, Variante Najdorf (B92), 0-1. El ex-Campeón del Mundo Smyslov no perdía muy a menudo con blancas, pero Portisch le da la vuelta a la tortilla aquí.
- Lajos Portisch vs Anatoli Kárpov, San Antonio (1972), Defensa Nimzo-India, Variante Rubinstein / Gligorić (E55), 1-0. Kárpov ascendería al trono de Campeón del Mundo menos de un año después.
- Mijaíl Tal vs Lajos Portisch, Playoff  de Candidatos de Varese (1976), Defensa Siciliana, Variante Najdorf, Peón envenenado (B97), 0-1. Portisch había perdido su match contra Tal 11 años antes, pero se vengó aquí.
- Borís Spaski vs Lajos Portisch Match de Candidatos México (1980), partida 1, Defensa Siciliana, Variante Cerrada (B25), 0-1. Otra venganza se tomó Portisch abriendo el match destrozando uno de los sistemas favoritos de Spaski.
- Anthony Miles vs Lajos Portisch Olimpiada de Lucerna (1982), Apertura Reti / Defensa Tarrasch (A04), 0-1. Miles quiere confundirle, pero encuentra que el veterano Portisch puede responder golpe por golpe, Portisch tenía una carrera masiva contra Miles.
- Nigel Short vs Lajos Portisch, Linares (1990), Apertura española, Variante Steinitz Moderna (C75), 0-1. Astuta victoria sobre la estrella emergente Short, que es 28 años menor.